# HD 115529
HD 115529，又名CD-50 7660，SAO 240721、HR 5016，是一颗恒星，视星等为6.19，位于銀經307.25，銀緯11.36，其B1900.0坐标为赤經13h 12m 34.2s，赤緯-50° 11.36′ 31″。